# Firijba
Firijba – wieś w Rumunii, w okręgu Vâlcea, w gminie Popești. W 2011 roku liczyła 42 mieszkańców.